# Петросян Оганес Арутюнович
Огане́с Арутю́нович Петрося́н (4 серпня 1973, Київ — 23 серпня 2014) — український військовик, солдат батальйону «Айдар», учасник російсько-української війни.

## Життєвий шлях
Народився 1973 року в місті Ґюмрі. Вірменин за національністю. Родина переїхала до України, де Оганес виріс. У 1990 році закінчив Ірпінську ЗОШ, потім переїхав до Києва. Займався підприємницькою діяльністю.
З перших днів брав участь у подіях Революції Гідності. З липня 2014-го — солдат 24-го батальйону територіальної оборони «Айдар».
23 серпня 2014 року загинув у бою з російською ДРГ в лісі під містом Сіверськодонецьк. Повідомлялося, що російські диверсанти готували теракт у Харкові. Диверсантам запропонували здатись, але вони відкрили вогонь. Журналіст Роман Бочкала повідомив, що Оганес загинув, прикривши товариша від вибуху гранати. Тоді загинуло ще 6 вояків «Айдару»: Василь Андріюк, Володимир Бойко, Євген Гаркавенко, Андрій Корабльов, Андрій Писаренок і Володимир Черноволов.
Залишилися мама, дружина, донька 2000 р.н.
Похований у Києві, Берковецьке кладовище, 86 ряд, місце 18.

## Нагороди та вшанування
- В 2021 році був нагороджений орденом «За мужність» III ступеня (посмертно)[4].
- Медаль «Герой Киянин» (№ 96 від 20.02.2016, посмертно)
- Почесна подяка «Пам'ять і честь» від ГО «Київська міська спілка ветеранів»
- Медаль «За жертовність і любов до України» УПЦ КП (23.04.2015, посмертно)
- Відзнака «За вірність присязі» Всеукраїнської ГО "Спілка ветеранів та працівників силових структур України «Звитяга» (03.04.2015; посмертно)
- Індивідуальний знак № 172 «Бійцю батальйону Айдар» (посмертно, 03.05.2015)
- Медаль «За оборону рідної держави» (посмертно)
- Медаль «Честь. Слава. Держава.» (розпорядження Київського міського голови від 27.03.2018 р. № 193)
- ім'я Оганеса викарбуване на Меморіалі загиблим святошинцям в Сквері пам'яті Святошинського району
- Його портрет розміщений на меморіалі «Стіна пам'яті полеглих за Україну» у Києві: секція 3, ряд 6, місце 7
- Вшановується 23 серпня на щоденному ранковому церемоніалі вшанування українських захисників, які загинули цього дня у різні роки внаслідок російської збройної агресії[5]